# Pallacanestro Virtus Roma 2018-2019

## Stagione
La stagione 2018-2019 della Pallacanestro Virtus Roma, è la 6ª nel campionato cadetto italiano di pallacanestro, la Serie A2, per la squadra capitolina.
Dopo la salvezza, conseguita nel 2017-2018 attraverso i play-out, cominciano le trattative per avere un campo di gioco nel 2018-19, vista la chiusura del PalaTiziano per due anni. In giugno, un'inattesa suggestione diventa realtà: la Virtus Roma torna a giocare al PalaLottomatica con un accordo della durata di tre stagioni, a quattro anni dalle ultime due partite ivi giocate e a sette dall'ultima stagione completa all'Eur. In modo quasi contestuale, vengono annunciati i rinnovi biennali di Piero Bucchi come allenatore e di Valerio Spinelli come GM. Lasciano la squadra gli assistant coach Riccardo Esposito, fondamentale per la fatidica salvezza del 2015-2016, e Umberto Zanchi. Al loro posto arriva Daniele Michelutti. Tra i giocatori, vengono confermati solo Chessa, Landi, Baldasso e i prodotti del settore giovanile Edoardo Lucarelli e Daniel Spizzichino. Tra i 7 nuovi arrivi, spiccano quelli di Nic Moore (13 punti di media a Brindisi nel 2017-2018), Henry Sims (proveniente da Cremona e già in NBA con Cleveland, Philadelphia e Brooklyn) e Daniele Sandri (al secondo ritorno, stavolta dai rivali di Siena, dopo quello del 2016 da Casalpusterlengo). Il 20 aprile 2019, grazie alla vittoria (83-88) in casa di Legnano, la Virtus Roma viene promossa in Serie A dopo 4 anni nel campionato cadetto.

## Roster
Aggiornato al 21 aprile 2019
| Virtus Roma 2018-19 | Virtus Roma 2018-19 |
| Giocatori           | Staff tecnico       |
| ------------------- | ------------------- |

| N. | Naz.                                                | Ruolo | Nome               | Anno | Alt.   | Peso   |  |
| -- | --------------------------------------------------- | ----- | ------------------ | ---- | ------ | ------ |  |
| 5  | Italia (bandiera)                                   | G     | Daniel Spizzichino | 1999 | 187 cm | 74 kg  |  |
| 7  | Italia (bandiera) · Bosnia ed Erzegovina (bandiera) | AG    | Amar Alibegović    | 1995 | 206 cm | 109 kg |  |
| 9  | Italia (bandiera)                                   | AP    | Edoardo Lucarelli  | 1999 | 195 cm | 85 kg  |  |
| 10 | Italia (bandiera)                                   | G     | Massimo Chessa (C) | 1988 | 188 cm | 80 kg  |  |
| 11 | Stati Uniti (bandiera)                              | P     | Nic Moore          | 1991 | 175 cm | 77 kg  |  |
| 12 | Italia (bandiera)                                   | A     | Daniele Sandri     | 1990 | 197 cm | 90 kg  |  |
| 13 | Italia (bandiera)                                   | P     | Tommaso Baldasso   | 1998 | 191 cm | 88 kg  |  |
| 14 | Italia (bandiera)                                   | G     | Andrea Saccaggi    | 1989 | 190 cm | 90 kg  |  |
| 15 | Italia (bandiera)                                   | AG    | Aristide Landi     | 1994 | 203 cm | 107 kg |  |
| 17 | Italia (bandiera)                                   | G     | Roberto Prandin    | 1986 | 188 cm | 86 kg  |  |
| 21 | Stati Uniti (bandiera)                              | C     | Henry Sims         | 1990 | 208 cm | 111 kg |  |
| 23 | Serbia (bandiera) · Italia (bandiera)               | A     | Bojan Matić        | 2000 | 202 cm | 85 kg  |  |
| 33 | Italia (bandiera)                                   | AP    | Marco Santiangeli  | 1991 | 192 cm | 95 kg  |  |

| Allenatore                                                                       |
| - Piero Bucchi                                                                   |
| Assistente/i                                                                     |
| - Daniele Michelutti Legenda - (C) Capitano - (IN) Inattivo - Infortunato Roster |

## Mercato

### Sessione estiva
| Acquisti | Acquisti          | Acquisti              | Acquisti   | Acquisti |
| R.       | Nome              | da                    | Modalità   |          |
| -------- | ----------------- | --------------------- | ---------- | -------- |
| AP       | Daniele Sandri    | Mens Sana Siena       | definitivo |          |
| P        | Nic Moore         | N.B. Brindisi         | definitivo |          |
| AP       | Marco Santiangeli | Scafati Basket        | definitivo |          |
| G        | Andrea Saccaggi   | Latina Basket         | definitivo |          |
| C        | Henry Sims        | Vanoli Cremona        | definitivo |          |
| A        | Bojan Matić       | Basket Martina Franca | definitivo |          |
| AG       | Amar Alibegović   | St.John's University  | definitivo |          |

| Cessioni | Cessioni         | Cessioni              | Cessioni   | Cessioni |
| R.       | Nome             | a                     | Modalità   |          |
| -------- | ---------------- | --------------------- | ---------- | -------- |
| AG       | Gabriele Benetti | Legnano Basket        | definitivo |          |
| P        | Nicolò Basile    | Libertas Altamura     | definitivo |          |
| AP       | Giuliano Maresca | IUL Roma              | definitivo |          |
| C        | Jacopo Vedovato  | Rucker San Vendemiano | definitivo |          |
| A        | Demián Filloy    |                       | svincolato |          |
| C        | Lee Roberts      | San Martín de Corr.   | definitivo |          |
| AP       | Aaron Thomas     | Scafati Basket        | definitivo |          |
| P        | Davide Parente   |                       | ritiro     |          |
| A        | Davide Raucci    | Virtus Cassino        | definitivo |          |

### Dopo l'inizio della stagione
| Acquisti | Acquisti        | Acquisti        | Acquisti   | Acquisti |
| R.       | Nome            | da              | Modalità   |          |
| -------- | --------------- | --------------- | ---------- | -------- |
| G        | Roberto Prandin | Mens Sana Siena | definitivo |          |